# インディアナ・ペイサーズのチーム記録
インディアナ・ペイサーズチーム記録はNBAのインディアナ・ペイサーズのチーム記録である。ABA時代のものも含む。
現役選手の記録も取り上げる。各部門のランク中（現役）は現在このチームに在籍していることを表す。

## 通算得点
1. 25,279　レジー・ミラー
2. 12,871　リック・スミッツ
3. 10,780　ビリー・ナイト
4. 10,058　ロジャー・ブラウン
5. 9,580　ジャーメイン・オニール
6. 9,571　ダニー・グレンジャー
7. 9,545　ジョージ・マクギニス
8. 9,535　ヴァーン・フレミング
9. 9,314　メル・ダニエルズ
10. 9,257　フレディ・ルイス

## 通算リバウンド
1. 7,643　メル・ダニエルズ
2. 6,006　デイル・デービス
3. 5,277　リック・スミッツ
4. 5,219　ジョージ・マクギニス
5. 5,206　ジェフ・フォスター
6. 4,933　ジャーメイン・オニール
7. 4,566　ボブ・ネトリッキー
8. 4,494　ハーブ・ウィリアムス
9. 4,182　レジー・ミラー
10. 3,999　ダーネル・ヒルマン

## 通算アシスト
1. 4,141　レジー・ミラー
2. 4,038　ヴァーン・フレミング
3. 3,294　マーク・ジャクソン
4. 2,786　ジャマール・ティンズリー
5. 2,737　ドン・ブージー
6. 2,279　フレディ・ルイス
7. 2,214　ロジャー・ブラウン
8. 1,980　ビリー・ケラー
9. 1,785　トラビス・ベスト
10. 1,743　チャック・パーソン

## 通算ブロック(73-74シーズンから)
1. 1,268　マイルズ・ターナー（現役）
2. 1,245　ジャーメイン・オニール
3. 1,111　リック・スミッツ
4. 1,094　ハーブ・ウィリアムス
5. 990　ロイ・ヒバート
6. 904　デイル・デービス
7. 611　ダーネル・ヒルマン
8. 471　ダニー・グレンジャー
9. 423　レン・エルモア
10. 415　クレモン・ジョンソン

## 通算スティール(73-74シーズンから)
1. 1,505　レジー・ミラー
2. 1,177　ドン・ブージー
3. 885　ヴァーン・フレミング
4. 752　ジョージ・マクギニス
5. 740　ポール・ジョージ（現役）
6. 660　ジャマール・ティンズリー
7. 651　ビリー・ナイト
8. 545　ダニー・グレンジャー
9. 512　デリック・マッキー
10. 507　ジェフ・フォスター

## 出場試合
1. 1,389　レジー・ミラー
2. 867　リック・スミッツ
3. 816　ヴァーン・フレミング
4. 764　ジェフ・フォスター
5. 671　デイル・デービス
6. 585　ビリー・ナイト
7. 577　ハーブ・ウィリアムス
8. 575　フレディ・ルイス
9. 570　マイルズ・ターナー（現役）
10. 559　ロジャー・ブラウン

## 3ポイントシュート（NBAでは79-80より公式記録）成功
1. 2,560　レジー・ミラー
2. 964　ダニー・グレンジャー
3. 897　ポール・ジョージ（現役）
4. 600　マイルズ・ターナー（現役）
5. 506　ビリー・ケラー
6. 505　バディ・ヒールド（現役）
7. 487　ジョージ・ヒル（現役）
8. 466　チャック・パーソン
9. 465　C・J・マイルズ（現役）
10. 434　ジャスティン・ホリデー（現役）

## フリースロー成功
1. 6,237　レジー・ミラー
2. 2,511　フレディ・ルイス
3. 2,380　ロジャー・ブラウン
4. 2,295　ビリー・ナイト
5. 2,266　リック・スミッツ
6. 2,258　ジャーメイン・オニール
7. 2,231　ジョージ・マクギニス
8. 2,145　ダニー・グレンジャー
9. 2,026　ヴァーン・フレミング
10. 1,912　メル・ダニエルズ

## 50得点以上
- 58得点　ジョージ・マクギニス（ABA時代）
- 57得点　レジー・ミラー
- 56得点　メル・ダニエルズ（ABA時代）
- 55得点　ジャーメイン・オニール
- 53得点　ロジャー・ブラウン(ABA時代、プレイオフ）
- 53得点　T・J・ウォーレン
- 52得点　ジョージ・マクギニス（ABA時代）
- 52得点　ビリー・ナイト
- 51得点　ジョージ・マクギニス（ABA時代、プレイオフ）

## その他
- シーズン平均得点=29.8　ジョージ・マクギニス
- 新人最多得点=19.6　ロジャー・ブラウン
- レジー・ミラーは、NBAファイナルで優勝することなく、18年間をペイサーズで過ごした。ユタ・ジャズのジョン・ストックトンなどと並んで近年では極めて珍しくNBAのキャリアで1チームだけでプレイした選手である。
- トリプルダブル
- 18回　ドマンタス・サボニス
- 6回　デトレフ・シュレンプ
- 5回　ヴァーン・フレミング、ランス・スティーブンソン

## 主なアメリカ国籍以外の選手
- リック・スミッツ（オランダ）
- デトレフ・シュレンプ（ドイツ）
- ペジャ・ストヤコビッチ（セルビア）
- イアン・マヒンミ（フランス）
- ボヤン・ボグダノビッチ（クロアチア）
- ドマンタス・サボニス（リトアニア）
- ゴガ・ビターゼ（ジョージア）
- クリス・ドゥアルテ（ドミニカ共和国）
- バディ・ヒールド（バハマ）
- ベネディクト・マサリン（カナダ）
- アンドリュー・ネムハード（カナダ）
- ダニエル・タイス（ドイツ）
- オスカー・シブエ（コンゴ民主共和国）
- パスカル・シアカム（カメルーン）